# Iris barnumiae
Iris barnumiae är en irisväxtart som beskrevs av Michael Foster och John Gilbert Baker. Iris barnumiae ingår i släktet irisar, och familjen irisväxter.

## Underarter
Arten delas in i följande underarter:
- I. b. protonyma
- I. b. urmiensis
- I. b. barnumiae
- I. b. demawendica